# 索德柏立盆地
索德柏立盆地（英文：Sudbury Basin, Sudbury Structure 或 Sudbury Nickel Irruptive）是位於加拿大安大略省的一個撞擊坑；它是目前已確定的第三大地球撞擊坑。
該盆地位於加拿大安大略省加拿大地盾中的大索德柏立。已廢除城鎮雷塞德巴尔富和东瓦莱即位於盆地內，而當地人稱為 "The Valley"。索德柏立的舊市中心則位於該盆地的南緣。
索德柏立盆地附近有其他的地質結構，其中有塔瑪戈米地磁異常、同樣是撞擊坑的瓦納匹台湖、西方邊緣有渥太華-博納其爾地塹、東方邊緣則是五大湖構造帶，雖然兩者之間的地質構造並沒有明確的地球物理過程關聯。

## 形成和結構

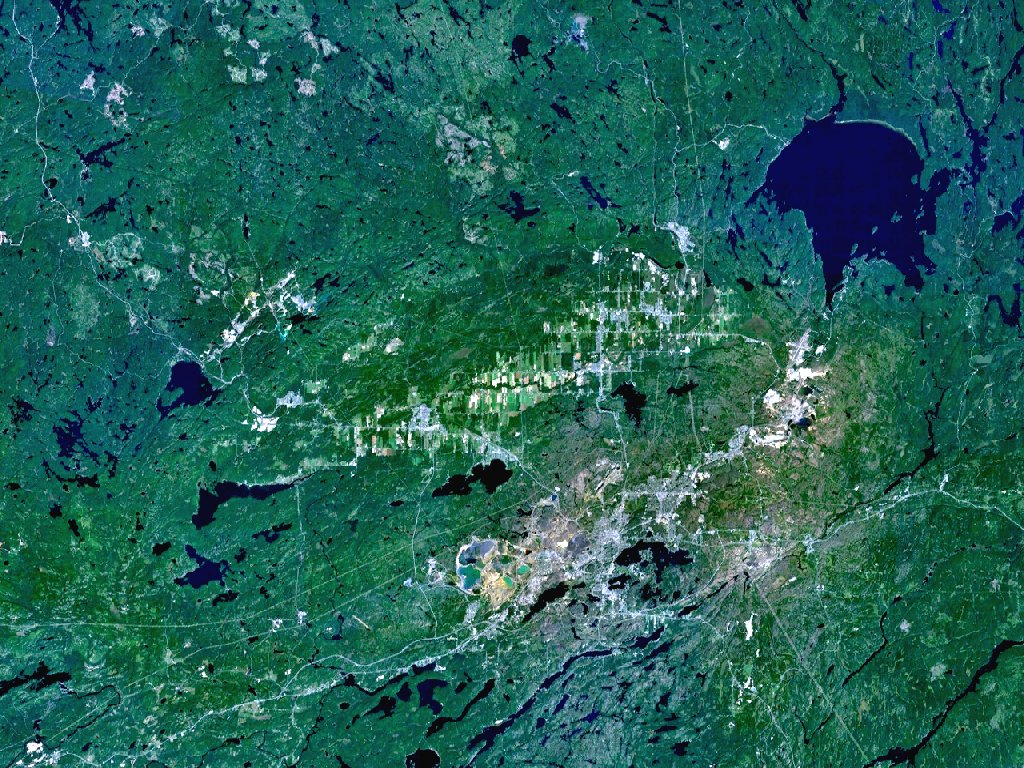
NASA World Wind 中索德柏立盆地的衛星影像

索德柏立盆地的長度大約是 62 公里，寬 30 公里，深 15 公里，雖然現在的深度比剛形成時淺很多。該盆地是一個直徑 10 到 15 公里的小行星或彗星在大約 18.49 億年前的古元古代撞擊形成。

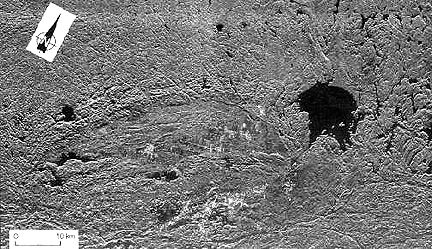
挑戰者號太空梭於1984/1985年間以合成孔徑雷達探測的索德柏立盆地影像

從撞擊點噴發出的物質覆蓋面積達到 160 萬平方公里，且最遠距離達到 800 公里，遠達美國明尼蘇達州（雖然在電腦模擬中如此撞擊規模會在全世界發現噴發物，但大多被侵蝕而消失）。一般相信最初形成時的撞擊坑應該是直徑 250 公里的圓形撞擊坑，現在的盆地只是原本的一部分。
該撞擊坑形成後的地質作用使其型態改變，成為現在面積較小的卵型結構。索德柏立盆地是目前地球上確認的第二大撞擊坑，僅次於南非直徑 300 公里的弗里德堡隕石坑，並大於墨西哥猶加敦半島直徑 170 公里的希克蘇魯伯隕石坑。
索德柏立盆地的地質單元可分為三部分：索德柏立火成雜岩體（Sudbury Igneous Complex, SIC）、白水群（Whitewater Group）和底部包含索德柏立岩牆群與其子層的角礫岩化圍岩。索德柏立雜岩體被認為是層化的撞擊熔熔岩層，並由蘇長岩、基性蘇長岩、長英質蘇長岩、石英輝長岩和花斑岩組成。
白水群包含衝擊角礫岩和奧納平層（回落角礫岩）、Onwatin層和切爾姆斯福德層連續沉積的地層。其基底岩盤和撞擊事件相關，包含索德柏立角礫岩（假玄武玻璃）、基底角礫岩、徑向和同心石英閃長角礫岩脈（多種岩性的撞擊熔融角礫岩）和不連續子層。 
因為索德柏立盆地形成至今受到大規模侵蝕，預估有 6 公里範圍在北方的山嶺中，該山嶺是難以限制索德柏立撞擊坑的尺寸，無論是一開始形成瞬間的坑還是最後形成的環狀直徑。
使索德柏立盆地變形的五次主要地質作用如下（依年代排列）：
1. 形成索德柏立火成雜岩體（18.49億年）[2]。
2. 佩尼奧克造山運動（18.90 至 18.30 億年）
3. 馬札查爾造山運動（17 至 16 億年）[6]
4. 格林維爾造山運動（14 至 13 億年）
5. 形成瓦納匹台湖的撞擊事件（3700萬年）

## 形成爭議
即使到了1970年代仍有部分地質學家不認為索德柏立盆地是撞擊事件造成。當時提供給加拿大各大學作為地質學導論課程的教育節目  Planet of Man 提及索德柏立盆地是火山活動造成。
早期發現的證據認為它是撞擊盆地，但經過18億年的風化和其他地質作用影響，以及1970年代的技術使科學家難以確定索德柏立盆地是撞擊坑。在這之後發現了和撞擊事件相關的礫石層和灰燼，且發現了受壓應力的岩石形成。
造成該區域難以被證明是撞擊坑的原因是因為附近在同一時間有許多火山活動，而且部分被風化的火山結構在部分條件下類似撞擊坑的結構。

## 現代經濟活動
索德柏立盆地被富含鎳、銅、鉑、鈀、金等金屬的岩漿填充。1856年自尼皮森湖向西方的基線測量進行時，安大略省的土地測量師阿爾伯特·索特發現當地有代表礦物存在的地磁異常。該區域由加拿大地質調查局的亞歷山大·莫瑞調查後，確認當地有強大的地磁阱。
由於索德柏立地區在當時相當偏遠，索特的發現並沒有多少直接的影響。但之後加拿大太平洋鐵路的路線通過該區域，使當地探勘礦產成為可行。發生在1883年以後鐵路路線爆炸性的大量建設發現了當地的莫瑞礦場有大量的鎳和銅以後，為了採礦移居當地的人增加。
因為這些金屬礦藏的關係，索德柏立地區成為世界主要的採礦聚落。該區域是世界最大的鎳和銅礦出產地之一，大部分都產自該盆地的外側邊緣。
因為當地土壤富含礦物質，盆地的底部是北安大略最好的農耕地；大量蔬菜、漿果和酪農業田都位於谷地中。因為它的緯度較北的因素，它不像南安大略的農地可將農產品銷往外地，所生產農產品僅供北安大略當地消費，而不是主要的農產品出口區。
安大略省歷史紀念碑已由該省政府豎立以紀念索德柏立盆地的發現。

## 外部連結
- Earth Impact Database
- Aerial Exploration of the Sudbury Crater
- Fallbrook Gem and Mineral Society - Sudbury Structure page （页面存档备份，存于）
- 190Pt– 186Os and 187Re– 187Os systematics of the Sudbury Igneous Complex, Ontario. Study by John W. Morgan et al. Geochimica et Cosmochimica Acta, Vol. 66, No. 2, pp. 273–290, 2002.

46°36′N 81°11′W / 46.600°N 81.183°W